# هرمان بروخ
هيرمان بروخ 1 نوفمبر 1886 - 30 مايو 1951 كان كاتبا نمساويا في القرن العشرين وأشهر كتاب الحداثة.
ولد بروخ في فيينا لعائلة يهودية مزدهرة في مجال الأعمال وعمل لبعض الوقت في مصنع عائلته، على الرغم من ذلك فقد حافظ على اهتمامانه الأدبية. كان مخططا له أن يعمل في مصنع الغزل والنسيج والده في تيسدورف، لذلك انتسب إلى الكلية التقنية لصناعة الغزل والنسيج.
في عام 1909 اعتنق الكاثوليكية الرومانية وتزوج فرانشيسكا فون روثمان، وفي العام التالي، ولد ابنهما هيرمان فريدريك ماريا. في وقت لاحق، بدأ بروخ يرى نساء أخريات وانتهى هذا الزواج بالطلاق عام 1923.
كان يعرف روبرت موزيل، راينر ماريا ريلكه، إلياس كانيتي، ليو بيروتز، فرانز بيلي وصديقه المخلص والملهم له، كاتب وكان يعمل كنموذج بدون ملابس عصام فون أليش وغيرهم الكثير. في عام 1927 باع مصنع الغزل والنسيج، وقررت لدراسة الرياضيات والفلسفة وعلم النفس في جامعة فيينا. تحول إلى مهنة الأدب دوام كامل حوالي سن ال 40. وفي سن ال 45، نشر روايته الأولى، السائرون نياما Sleepwalkers 1931عام /1932 في ميونيخ. 
مع ضم النمسا من قبل النازيين (1938)، اعتقل بروخ، ولكن الحركة التي نظمها أصدقاء (من ضمنهم جيمس جويس) تمكنت من اطلاق سراحه والسماح له بالهجرة. حيث ذهب أول مرة إلى بريطانيا ثم إلى الولايات المتحدة، وهناك أنهى روايته موت فرجيل وبدأ العمل، على غرار الياس كانيتي، في مقالة عن السلوك الجماعي، وظلت المقالة غير مكتملة.
توفي هيرمان بروخ في عام 1951 في نيو هافن بولاية كونيكتيكت. ودفن في كيلينج، كونيتيكت، في المقبرة التي على طريق روست ميت هيل. وقد كان تم ترشيحه للحصول على جائزة نوبل في الآداب عام 1950.

## أعماله
- السائرون نياما (ثلاثية)
- موت فرجيل
- المذنبون

السائرون نياما ثلاثية موضوعها الرئيسي هو انحطاط القيم، وقد مدحها الكاتب ميلان كونديرا وهو من اللذين تأثروا باسلوب بروخ في الكتابة
من أهم افكاره رفض الروح الجماعية في تفيبر التصرفات للجماهير واعتبارها امولر فردية مجتمعه لاشخاص غير سوين، واعتمد مفهوم العدوى النفسية في تفسير حركة الجماهير.

## روابط خارجية
- هرمان بروخ على موقع IMDb (الإنجليزية)
- هرمان بروخ على موقع الموسوعة البريطانية (الإنجليزية)
- هرمان بروخ على موقع مونزينجر (الألمانية)
- هرمان بروخ على موقع ميوزك برينز (الإنجليزية)
- هرمان بروخ على موقع ديسكوغز (الإنجليزية)